# Ruta Nacional 26 (Argentina)
La Ruta Nacional 26 es una ruta pavimenta de 210 km que recorre el sur de la provincia del Chubut atravesando la meseta patagónica desde el empalme con la Ruta Nacional 3 a 1900 metros de la costa atlántica en las cercanías de la ciudad de Comodoro Rivadavia hasta el empalme con la Ruta Nacional 40 a 52 km al noreste del pueblo Río Mayo. Este recorrido está marcado en rojo en el mapa adjunto.
La ruta pasa cerca de muchos pozos de petróleo. Con el último cambio de recorrido efectuado en el año 2004, la carretera pasa junto al Lago Musters. La RN 26 es un corredor estratégico de la región patagónica a lo largo de su recorrido conecta,al oeste, con la RN 40 y, al este, con la RN 3, que corre en paralelo a la costa atlántica. Se destaca por el uso intenso de transportes vinculados a la industria petrolera, cuyo eje central es Comodoro Rivadavia.

## Historia
Fue inaugurada en abril de 1955 originalmente recorría el sur de la provincia del Chubut y el norte de la provincia de Santa Cruz en un recorrido de 259 km entre Comodoro Rivadavia y Río Mayo.
En 1980 se le agregó la antigua traza de la Ruta Nacional 272 que era un camino de ripio que enlazaba la Ruta Nacional 40 en las cercanías de Río Mayo y el límite con Chile en el paso Coihaique y se encuentra marcado en púrpura en el mapa adjunto. Este camino continúa en el país vecino como Ruta CH-240.
El 31 de julio de 1997 la Dirección Nacional de Vialidad y Vialidad Provincial suscribieron un convenio por el que el tramo de este camino al oeste de la Ruta Nacional 40 en las cercanías de Río Mayo pasaba a jurisdicción provincial. Este convenio fue ratificado por Ley Provincial 4.467 sancionada el 26 de marzo de 1999. La denominación actual de este camino es Ruta Provincial 74.
El 7 de septiembre de 2004 las entidades viales suscribieron otro convenio por el que se intercambiaron 147 km de la Ruta Nacional 26 de ripio, marcado en verde en el mapa adjunto, por 111 km de la Ruta Provincial 20 que estaba pavimentada desde 1972. Este convenio fue ratificado por Ley Provincial 5.486 promulgada el 31 de mayo de 2006. En 2015 se inició el trabajo para conectarala a la Circunvalación oeste, variante de la Ruta Nacional N° 3 que abarcaba Frente costero de la ciudad y acceso al puerto de Comodoro Rivadavia. La obra comprende el Empalme Ruta Nacional N° 26  – Acceso a Barrio Laprida con una inversión es de 780 millones.
En el año 2022 comenzaron las obras de repavimentación de la ruta junto con un nuevo acceso a Comodoro Rivadavia.

## Localidades

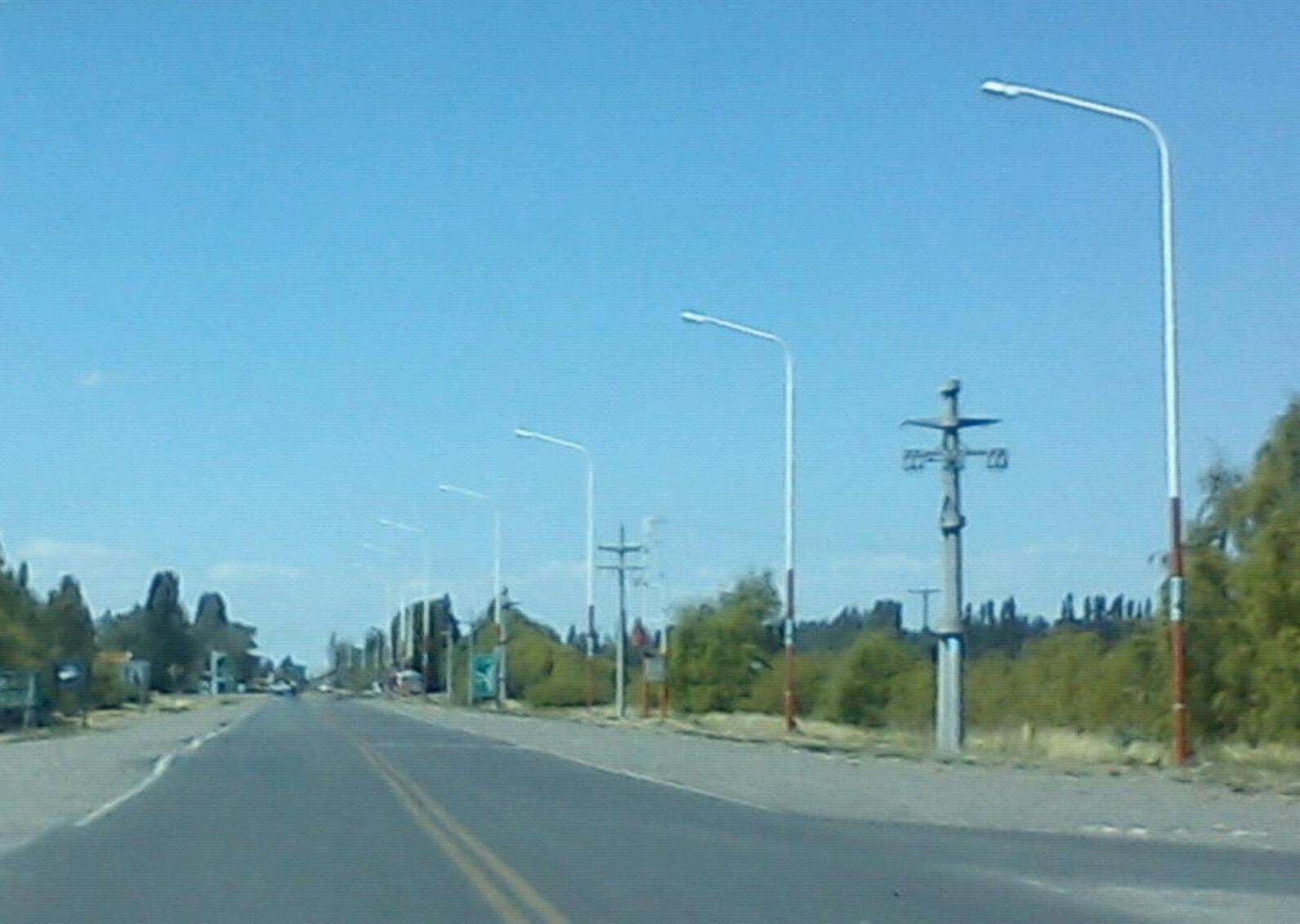
Trayecto por la ciudad de Sarmiento, anteriormente se denominaba RP 20.

Los pueblos por los que pasa este ruta de este a oeste son:

### Provincia de Chubut
Recorrido: 210 km (kilómetro 0 a 210).
- Departamento Escalante: Rada Tilly (kilómetro 0), Comodoro Rivadavia (barrio Bella Vista km 2) y El Trébol (km 27).
- Departamento Sarmiento: Sarmiento (km 138).
- Departamento Río Senguer: no hay poblaciones.